# Врхе (Словењ Градец)
Врхе (словен. Vrhe) је насељено место у општини Словењ Градец, Корушка регија, Словенија.

## Историја
До територијалне реорганизације у Словенији било је у саставу старе општине Словењ Градец.

## Становништво
У попису становништва из 2011. године, Врхе је имало 327 становника.
| Број становника према пописима | Број становника према пописима | Број становника према пописима |
| ------------------------------ | ------------------------------ | ------------------------------ |
| 1991                           | 2002                           | 2011                           |
| 298                            | 295                            | 327                            |